# Porcari
Porcari – miejscowość i gmina we Włoszech, w regionie Toskania, w prowincji Lukka.
Według danych na rok 2005 gminę zamieszkiwały 7782 osoby, 457 os./km².